# Doprava v Grónsku

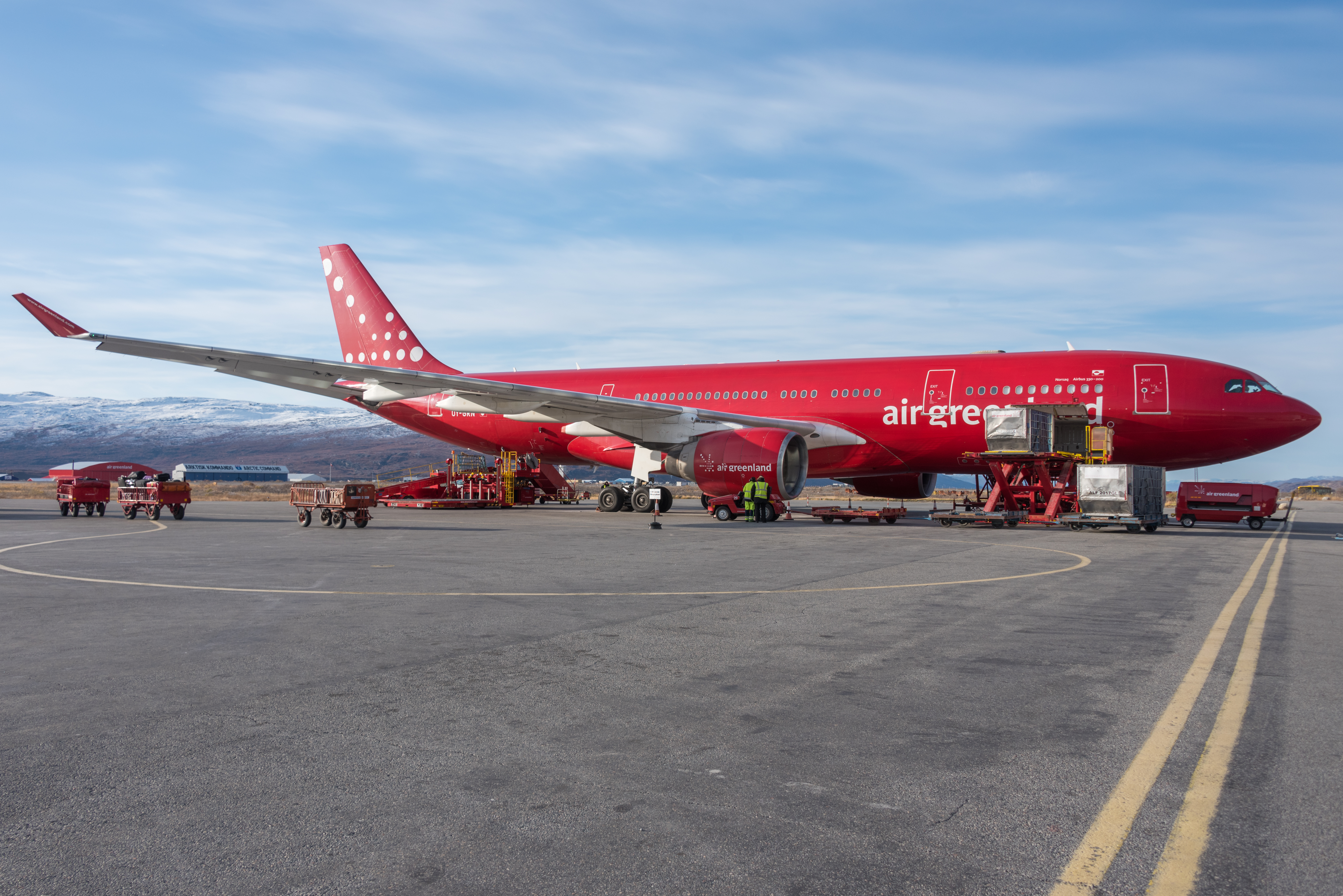
Airbus A330-200 společnosti Air Greenland

Doprava v Grónsku je velmi neobvyklá, protože země nemá žádné železnice a vnitrozemské vodní cesty, a téměř žádné silnice mezi osídleními. Historicky byla v létě nejvíce využívána lodní doprava a v zimě psí spřežení, obzvláště v severní a východní části země. V současnosti je nejpoužívanější letecká doprava.

## Silniční síť
Kromě 4,5 kilometru dlouhé asfaltové silnice mezi Ivittuutem a Kangilinnguitem neexistují žádná meziměstská pozemní spojení. V celé zemi se nachází jen 150 kilometrů silnic; 60 kilometrů je zpevněných. V zemi nejsou žádné dálnice.

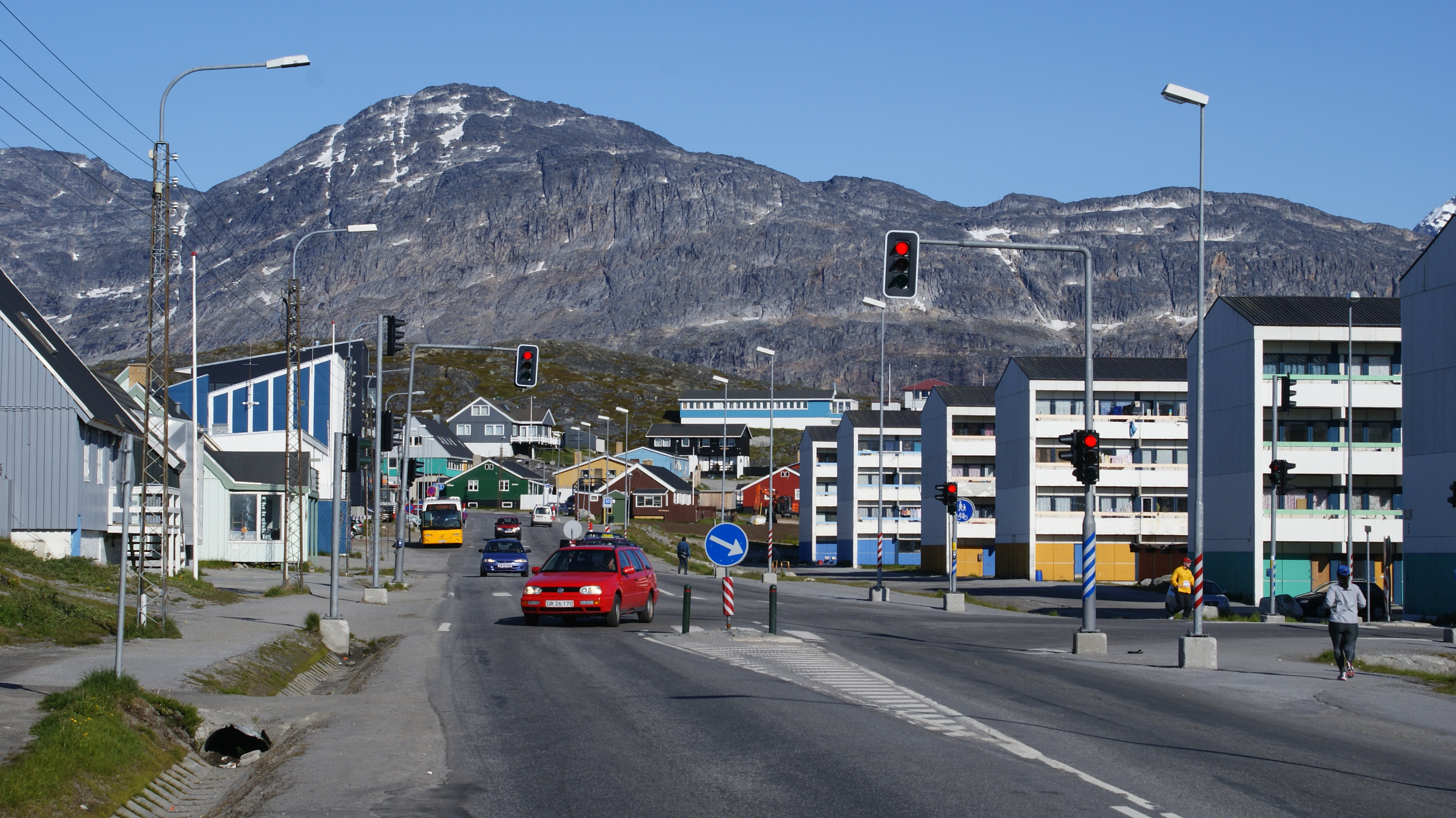
Ulice v hlavním městě Nuuku.

Některé farmy v jižním Grónsku mají rozsáhlou síť jednoduchých silnic pro čtyřkolky (jež nejsou zahrnuty v číslech nahoře), které jsou používány pro sběr sena a chov ovcí. Existují další jednoduché štěrkové cesty, které vedou např. od pobřeží k vodním elektrárnám.
Existují plány pro 170 kilometrů dlouhou silnici mezi Sisimiutem a Kangerlussuaqem, která by měla v oblasti zjednodušit dopravu, zlepšit ekonomiku a navýšit počet turistů. Náklady jsou odhadovány na 500 milionů dánských korun, přičemž je očekáváno, že bude každoročně do místní ekonomiky přispívat 50 milionů.

### Rychlostní limit
Od prvního ledna 2024 začaly v celé zemi platit následující jednotné rychlostní limity:
- 40 km/h v zastavěných oblastech a jejich okolí
- 40 km/h na zpevněných a permanentně používaných cestách mimo zastavěné oblasti, kde je tento limit vyznačen značením
- 60 km/h na cestách, kde je tento limit vyznačen značením

Přestože rychlostní limity v Grónsku existovaly již dříve, nebyly mezi všemi kraji a obcemi stejné.

## Železnice
V zemi se nenacházejí žádné železnice, které by byly v současnosti v provozu. Historicky byly ale v provozu úzkorozchodné tratě pro rybolov a těžbu.
- Qoornoq X-press, Qoornoq - Qoornooq X-press byla používaná pro transportaci ryb z přístavu na lešení k sušení. Železničními vozy byly jen valníky bez lokomotiv. Byla postavena v roce 1955 a opuštěna kolem roku 1971.[12][13]
- Malmbjerg[zdroj?]
- Mestersvig - pravděpodobně pro lokální doly existující v 50. a 60. letech 20. století[zdroj?]
- Julianehaab[zdroj?]
- Ivittuut - Železnice používaná pro místní lom, kde byl těžen kryolit[14]
- poblíž Qutdligssatu, Ostrov Disko[zdroj?]
- Maamorilik[zdroj?]

## Letectví

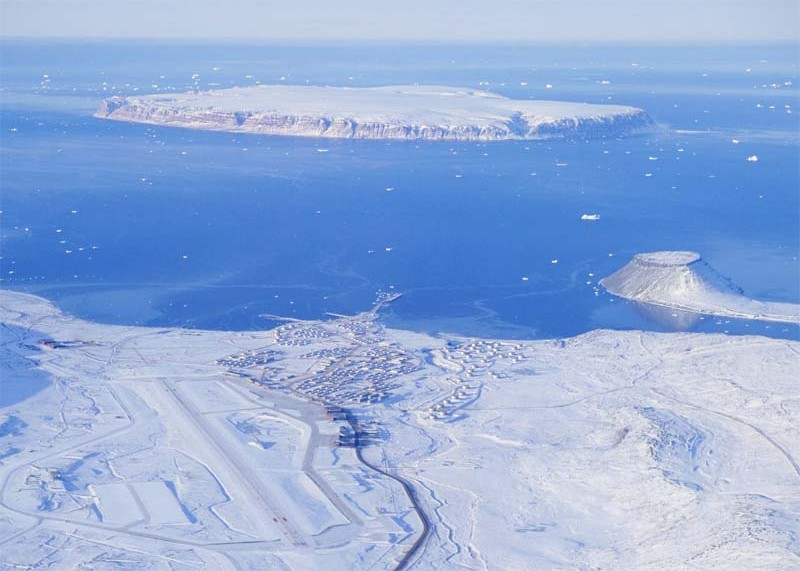
Americká letecká základna Thule s výhledem na Saundersův ostrov.

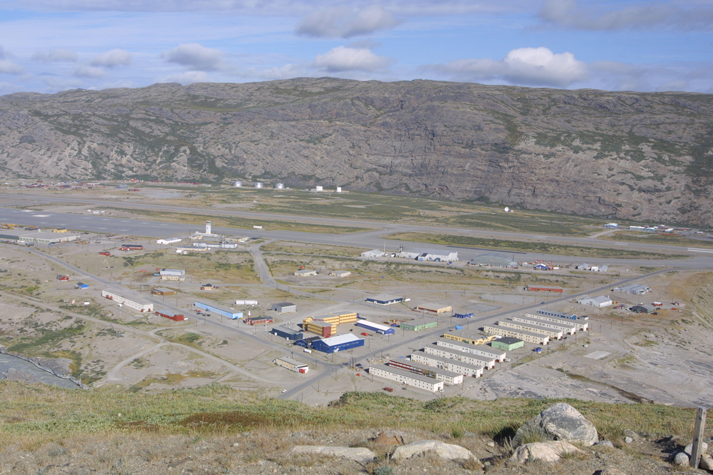
Letiště Kangerlussuaq.

Když bylo Dánsko během 2. světové války okupováno Německem, Grónsko bylo pod kontrolou Spojených států, které na něm budovalo základny a letiště. Tyto základny a letiště na západě ostrova byly pojmenovány od Bluie West One po Bluie West Eight a na východě od Bluie East One po Bluie East Four. Největším tímto letištěm je letiště Kangerlussuaq (dříve známo jako Bluie West Eight a letecká základna Sondrestrom), které je v současnosti centrem pro mezinárodní cestování do země díky tomu, že jako jedno z mála civilních letišť na ostrově má dostatečně dlouhou dráhu pro širokotrupé letouny. Americké úřady se jednu dobu zabývaly výstavbou silnice z Kangerlussuaqu do Narsarsuaqu, jež se nachází o několik stovek kilometrů jižněji a je v něm druhé největší letiště v zemi, ale nápad byl opuštěn poté, co studie proveditelnosti neprokázaly, že je to možné.[zdroj?] Tyto letecké základny se většinou nenachází poblíž osad, takže cestovatelé k cestě do a z nich potřebují dopravu helikoptérou (nebo malým letadlem v případě Kangerlussuaqu). Veškeré civilní letectví je spravováno Grónským leteckým úřadem nebo Dánským dopravním úřadem.
Grónsko má v současnosti 18 přistávacích drah, z čehož je 14 zpevněných. Některé byly původně vybudovány Spojenými státy jako součást amerických leteckých základen, ale většina byla postavena grónskou vládou. Všechny vnitrostátní lety jsou provozovány aerolinií Air Greenland (dříve známá jako Grønlandsfly).
Icelandair provozuje lety do Narsarsuaqu, Ilulissatu, Nuuku a Kulusuku.
Státem vlastněná firma Kalaallit Airports je od roku 2017 pověřena s provozem a modernizací letišť v Nuuku, Qaqortoqu a Ilulissatu. O tuto výsadu se ucházelo několik čínských firem, které byly ale odmítnuty, přičemž jeden dánský politik prohlásil. že "nechceme mít na dvorku komunistickou diktaturu".

## Vodní doprava

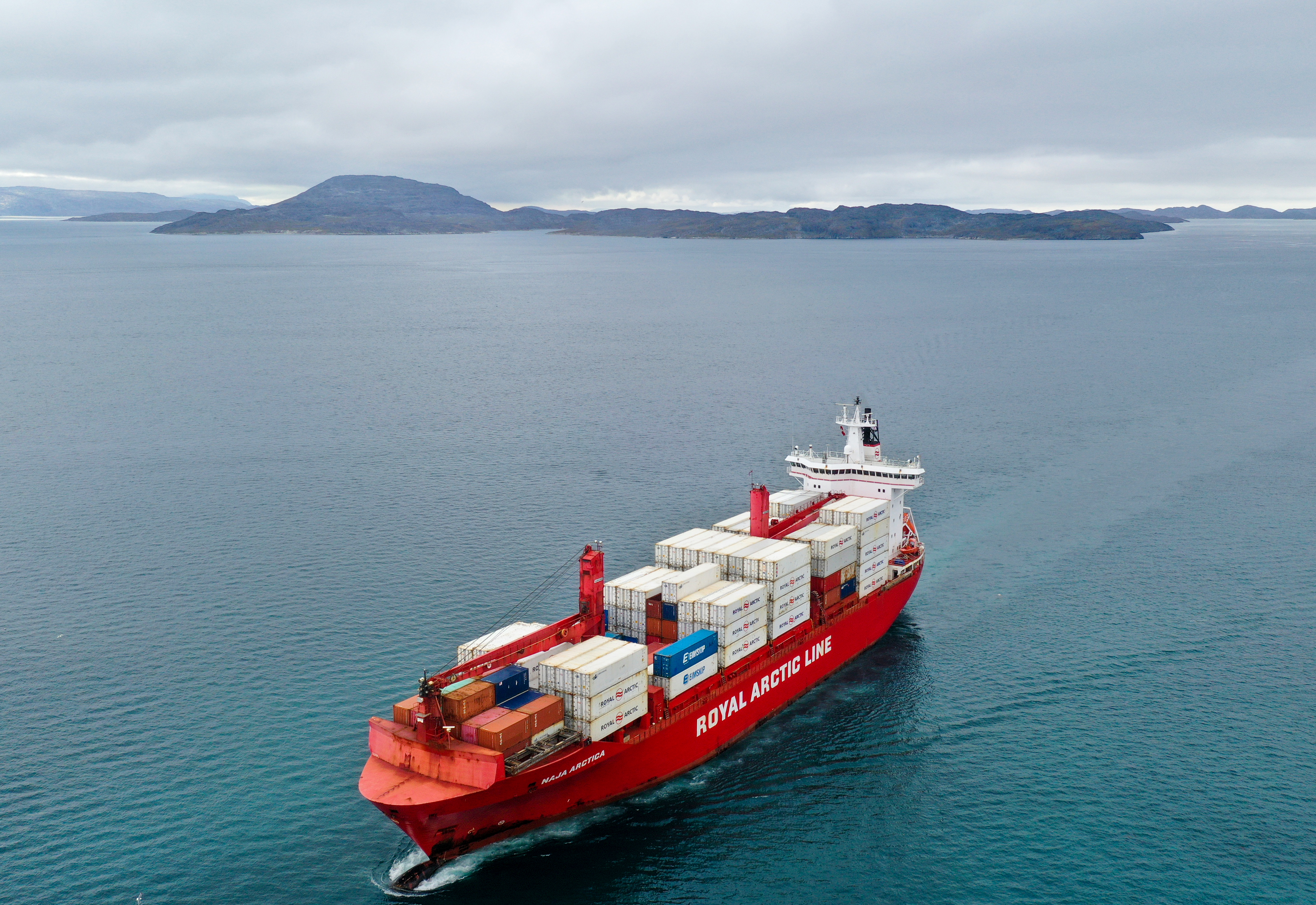
Nákladní loď Naja Arctica od společnosti Royal Arctic Line.

V zemi se nachází přes 40 přístavů, ze kterých je ale většina spíše malá a slouží spíše místním občanům. Výjimku tvoří přístavy ve větších městech, např. přístav Nuuk, přes který se každý rok pohybuje až přes 2 miliony tun nákladu.
Royal Arctic Line a Arctic Umiaq Line jsou hlavními firmami, které grónské přístavy využívají komerčně. Royal Arctic Line provozuje nákladní spoje z Dánska, zatímco Arctic Umiaq Line má na starosti osobní lodě. Lodní vzdálenost z Dánska do Nuuku je 3 800 kilometrů, což je důvodem, proč je většina potravin transportována letadly.
Do a ze země nejsou dostupné žádné trajekty transportující automobily, je ale možné je dopravit jako náklad z Dánska na palubě nějaké lodi společnosti Royal Arctic Line.
Mnoho turistů doráží do země na palubě výletních lodí.

## Městská hromadná doprava

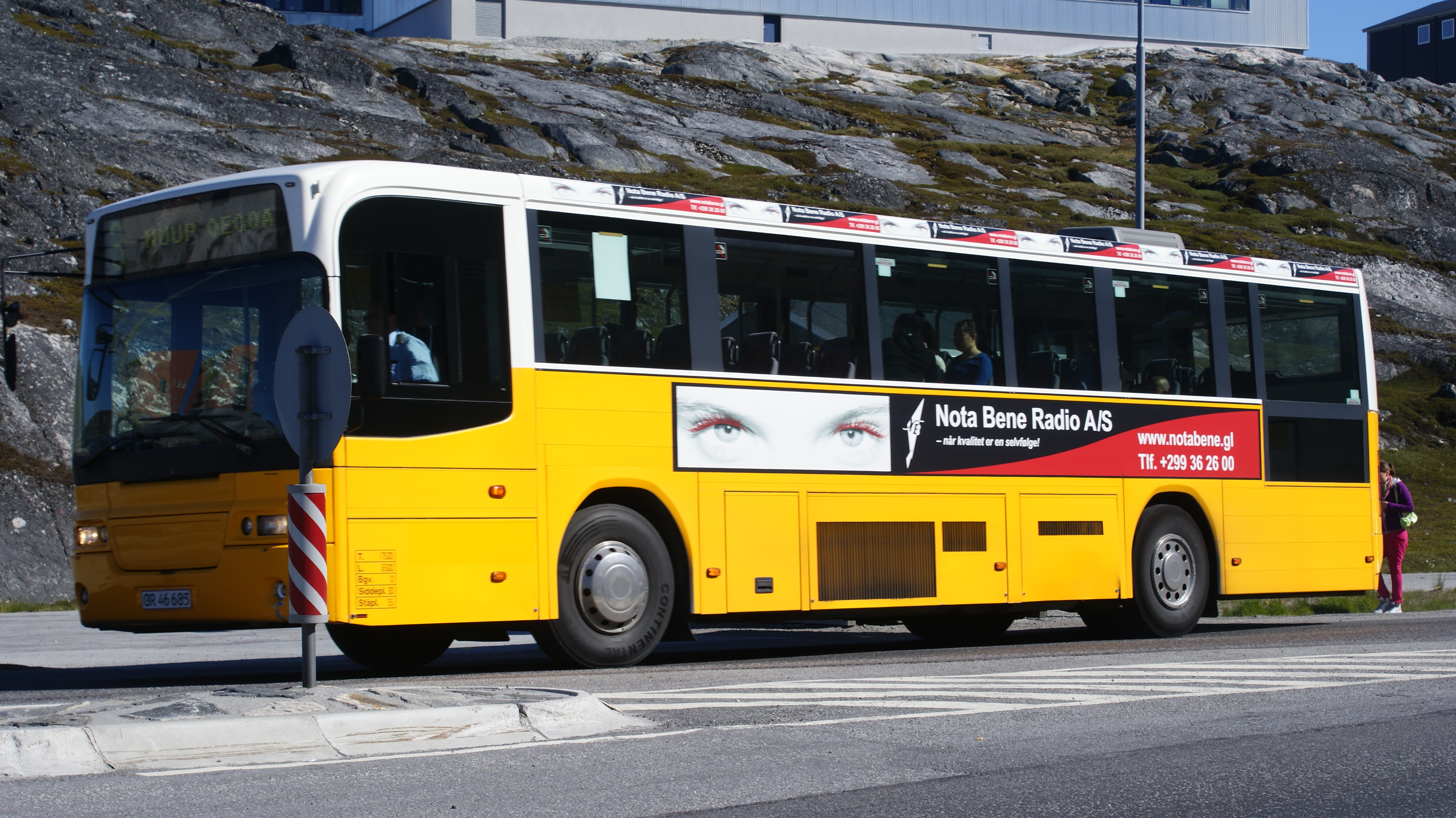
Autobus společnosti Nuup Bussii A/S.

Kvůli malé velikosti měst v zemi není městská hromadná doprava příliš rozšířená. V Nuuku existují 4 autobusové linky, které provozuje společnost Nuup Bussii A/S. Další autobusy jsou v provozu ještě v Sisimiutu, Qeqqatě a Maniitsoqu.

## Pěší doprava
V Grónsku se nachází několik pěších stezek, které jsou ale zaměřeny hlavně na turisty a neslouží žádnému praktickému účelu. Nejznámější z těchto stezek je Arctic Circle Trail, která je přes 160 kilometrů dlouhá a vede z Kangerlussuaqu do Sisimiutu.